# Željko Petrović
Željko Petrović (Montenegrijns: Жељко Петровић) (Nikšić, 13 november 1965) is een Montenegrijns voetbaltrainer en voormalig profvoetballer met de Nederlandse dubbelnationaliteit. Hij speelde van 1987 tot en met 2004 voor FK Budućnost, Dinamo Zagreb, Sevilla FC, FC Den Bosch, RKC Waalwijk, PSV en Urawa Red Diamonds. Daarnaast kwam hij achttien keer uit voor het Joegoslavisch voetbalelftal.

## Loopbaan als speler
Petrović begon zijn voetbalcarrière in 1986 bij Budućnost Titograd, waar hij drie seizoenen speelde. Hij werd opgemerkt door topclub Dinamo Zagreb, waarnaar hij in het seizoen 1990/91 verhuisde. Bij Dinamo groeide hij uit tot een van de talentvolste Joegoslavische rechtsbacks, wat hem een plaatsje in het nationale elftal opleverde. Op 12 september 1990 speelde hij een belangrijke rol in een wedstrijd tegen Noord-Ierland, die met 2-0 werd gewonnen.
Zijn kwaliteiten bleven niet onopgemerkt en in 1991 verhuisde hij naar Sevilla FC. Het lukte hem niet om hier door te breken en na een jaar vertrok hij naar FC Den Bosch. Met deze club streed hij in de onderste regionen van de Eredivisie om lijfsbehoud, maar via de nacompetitie volgde toch degradatie. Het volgende seizoen werd hij gezien als een van de beste spelers van de Eerste divisie en in 1994 vertrok hij naar RKC Waalwijk. Bij RKC ontwikkelde hij zich tot een aanvallende vleugelspeler met dertien doelpunten in twee seizoenen, wat hem in 1996 een transfer opleverde naar PSV. Met de overgang van Petrović was zo'n half miljoen gulden gemoeid. In zijn eerste seizoen bij PSV wist hij vijf doelpunten te maken in 25 wedstrijden. Het tweede seizoen speelde hij nog slechts tien wedstrijden in het eerste team.
Hij was een belangrijke speler voor zijn nationale team gedurende de kwalificatie voor het WK 1998 in Frankrijk en ook tijdens dat WK.
Petrović vertrok na het toernooi naar Japan, waar hij ging spelen voor Urawa Red Diamonds. Hij hield het er na drie seizoenen voor gezien en keerde terug naar RKC Waalwijk. Na vier seizoenen en vijf doelpunten zette hij een punt achter zijn loopbaan.

## Loopbaan als trainer
In januari 2004 werd hij assistent-trainer van Feyenoord onder hoofdtrainer Ruud Gullit. Op 23 mei 2005 vertrok het trainersduo na een teleurstellend seizoen. Petrović vervolgde zijn loopbaan als hoofdtrainer van Boavista FC, die in het voorafgaande seizoen als vijfde was geëindigd in Portugal. Op 21 augustus 2006 tekende hij een contract, maar stapte twee maanden later, op 22 oktober, alweer op na teleurstellende resultaten. Hij volgde een cursus Coach Betaald Voetbal, en liep vervolgens stage bij FC Den Bosch hoofdtrainer Theo Bos. In het seizoen 2007/08 werd hij hoofdtrainer van RKC Waalwijk. Op 26 maart 2008 maakte hij bekend RKC Waalwijk aan het einde van het seizoen te verlaten. Op 9 mei 2008 werd bekend dat Petrović de assistent-trainer van Martin Jol bij Hamburger SV zou worden. In navolging van Jol besloot ook Petrović aan het einde van het seizoen 2008/2009 Hamburger SV te verlaten. Petrović was vanaf het seizoen 2010/2011 assistent-trainer van West Ham United, dat toentertijd onder leiding stond van hoofdcoach Avram Grant. Na vier maanden vertrok hij echter uit Londen.
Op 5 december 2010 werd bekend dat Petrović zijn trainersloopbaan in Japan voort zou zetten bij Urawa Red Diamonds. Hij tekende een contract voor één jaar en ging in januari 2011 aan de slag. In oktober van datzelfde jaar werd hij echter door de in degradatienood verkerende club ontslagen. In februari 2012 werd hij samen met Ton du Chatinier assistent van Guus Hiddink bij Anzji Machatsjkala. Deze functie zou hij anderhalf jaar vervullen.
In de zomer van 2014 werd Petrović assistent van Dick Advocaat, die in dienst trad als bondscoach van Servië. Vanaf maart 2015 assisteerde hij Advocaat eveneens bij Sunderland AFC in de Premier League, waar hij in oktober 2015 gelijktijdig met hem vertrok. Petrović werd op 17 juni 2016 aangesteld als hoofdtrainer van ADO Den Haag, de nummer elf van de Eredivisie in het voorgaande seizoen. Hij trad aan als opvolger van Henk Fraser, die overstapte naar Vitesse. Bij zijn competitiedebuut, op 6 augustus 2016, won ADO met 3–0 van promovendus Go Ahead Eagles. In de daaropvolgende drie wedstrijden behaalde de club nog zeven punten. Hierna werden de prestaties echter minder. ADO Den Haag haalde in de daaropvolgende zeventien wedstrijden zeven punten. De club ontsloeg Petrović op 7 februari 2017 wegens tegenvallende resultaten. ADO Den Haag stond op dat moment op de zestiende plaats. Een dag later werd Alfons Groenendijk aangesteld als zijn opvolger. Op 17 september 2018 werd Dick Advocaat aangesteld als hoofdtrainer van FC Utrecht. Wederom werd Petrović toegevoegd aan de technische staf als assistent.
Begin juni 2019 werd Petrovic aangesteld als de nieuwe trainer van Botev Plovdiv. In januari 2020 ging hij het Kroatische NK Inter Zaprešić trainen. Op 7 juli 2020 werd bekend dat Petrović een terugkeer maakte bij Feyenoord waar hij voor één jaar tekende als assistent van Dick Advocaat als vervanger voor de naar FC Cincinnati vertrokken Said Bakkati.
Op 29 januari 2021 werd Petrović aangesteld als interim-hoofdtrainer van Willem II. Op 25 mei 2021 werd bekendgemaakt dat Willem II niet verder zou gaan met Petrović. Er kon naar eigen zeggen niet aan de wensen van Petrović worden voldaan, die de club in seizoen 2020/21 nog behoedde voor degradatie uit de Eredivisie. Vanaf augustus 2021 was hij assistent van Dick Advocaat bij het Iraaks voetbalelftal. Nadat Advocaat op 23 november opstapte, werd Petrović interim-bondscoach. Na het toernooi om de FIFA Arab Cup 2021 maakte de Irakese voetbalbond bekend dat het verder ging met Petrović als bondscoach. Begin februari 2022 kwamen er berichten over het ontslag van Petrović, maar deze had zelf nog niets vernomen. Binnen het bondsbestuur was hierover verdeeldheid en Petrović besloot vervolgens zelf op te stappen.
Vanaf juli 2023 was Petrovic de assistent-trainer van Patrick Kluivert bij het Turkse Adana Demirspor. In december vertrokken zij. Vanaf januari 2024 is hij hoofdtrainer van het Bosnische Zrinjski Mostar.

## Erelijst
Als speler
| Eredivisie           | 1x | 1996/97    |
| Johan Cruijff Schaal | 2x | 1996, 1997 |

## Trivia
- Bij het WK 2010 en WK 2014 trad hij geregeld op als voetbalanalist op Canvas.